# Együttes élmény kísérletsorozat
Mérei Ferenc az együttes élményre vonatkozó kísérletét óvodás és kisiskolás gyerekekkel végezte. Megfigyelték a gyerekeket szabadjáték során. Csoportokat hoztak létre, akik napi 30-40 percet együtt töltöttek egy szobában, s kiállításra képet készítettek. Az együttléteket addig ismételték, míg közösségé nem fejlődtek. Saját szokásaik lettek, saját cselekvési sémák jöttek létre. Ezután a csoportba egy igazi vezető egyéniségű gyereket tettek. Az eredménye az lett, hogy a csoport nem hallgatott a vezetőre, hiába akart új dolgokat hozni. De miután átvette a csoporthagyományokat, már tudta irányítani a csoportot.
Az együttes élményben tehát a csoporttöbblet, ami a csoporttagok közötti viszonyokból származik, maga alá gyűri a vezetőt. A vezető fölényben van a tagokkal szemben, de alárendelt az együttes élménynek.